# صموئيل غودمان
صموئيل غودمان (6 فبراير 1877 في الولايات المتحدة - 4 مارس 1905 في الولايات المتحدة) (بالإنجليزية: Samuel Goodman)‏ هو لاعب كريكت أمريكي. لعب مع Philadelphian cricket team ‏.